# Epiplatys
Epiplatys è un genere comprendente 40 pesci d'acqua dolce appartenenti alla famiglia Nothobranchiidae.

## Specie
- Epiplatys annullatus
- Epiplatys ansorgii
- Epiplatys azureus
- Epiplatys barmoiensis
- Epiplatys berkenkampi
- Epiplatys biafranus
- Epiplatys bifasciatus bifasciatus
- Epiplatys bifasciatus taeniatus
- Epiplatys chaperi
- Epiplatys chevalieri
- Epiplatys coccinatus
- Epiplatys dageti dageti
- Epiplatys dageti monroviae
- Epiplatys duboisi
- Epiplatys esekanus
- Epiplatys etzeli
- Epiplatys fasciolatus
- Epiplatys grahami
- Epiplatys guineensis
- Epiplatys hildegardae
- Epiplatys huberi
- Epiplatys josianae
- Epiplatys lamottei
- Epiplatys longiventralis
- Epiplatys mesogramma
- Epiplatys multifasciatus
- Epiplatys neumanni
- Epiplatys njalaensis
- Epiplatys olbrechtsi dauresi
- Epiplatys olbrechtsi kassiapleuensis
- Epiplatys olbrechtsi olbrechtsi
- Epiplatys phoeniceps
- Epiplatys roloffi
- Epiplatys ruhkopfi
- Epiplatys sangmelinensis
- Epiplatys sexfasciatus rathkei
- Epiplatys sexfasciatus sexfasciatus
- Epiplatys sexfasciatus togolensis
- Epiplatys singa
- Epiplatys spilargyreius
- Epiplatys superbus
- Epiplatys zenkeri